# Liste de peintures de François Boucher
François Boucher (1703 - 1770) est un peintre du XVIIIe siècle, représentatif du style rococo.

## Formation
| Tableau        | Titre                                      | Date      | Dimensions                  | Référence | Lieu de conservation                   |
| -------------- | ------------------------------------------ | --------- | --------------------------- | --------- | -------------------------------------- |
|                | Le Jugement de Suzanne                     | 1720-1721 | 117 × 100 cm                | Musée     | Ottawa, musée des beaux-arts du Canada |
| Image inversée | Béthuel accueillant le serviteur d’Abraham | vers 1725 | huile sur toile 100 × 83 cm | Musée     | musée des beaux-arts de Strasbourg     |
|                | La Mort de Méléagre                        | vers 1727 | huile sur toile 51 × 67 cm  | Musée     | Musée d'art du comté de Los Angeles    |

## Voyage à Rome en 1727
| Tableau | Titre                                                                      | Date      | Dimensions                   | Référence        | Lieu de conservation                        |
| ------- | -------------------------------------------------------------------------- | --------- | ---------------------------- | ---------------- | ------------------------------------------- |
|         | Les Lavandières                                                            | vers 1730 | huile sur toile              | La Montagne 2014 | musée d'art Roger-Quilliot Clermont-Ferrand |
|         | La Traversée du pont                                                       | vers 1730 | huile sur toile 59 × 72 cm   | Musée            | Musée de l'Ermitage, Saint-Petersbourg      |
|         | La Traversée du gué                                                        | vers 1730 | huile sur toile 59 × 72 cm   | Musée            | Musée de l'Ermitage, Saint-Petersbourg      |
|         | Le Peintre dans son atelier                                                | 1730-1735 | huile sur bois 27 × 22 cm    |                  | musée du Louvre, Paris                      |
|         | Vénus demande à Vulcain des armes pour Énée                                | 1732      | 252 × 175 cm                 | Musée            | Musée du Louvre                             |
|         | Belle campagnarde                                                          | vers 1732 | Huile sur toile 41 × 30 cm   | Musée            | Norton Simon Museum, Pasadena               |
|         | Hercule et Omphale                                                         | 1732-1734 | huile sur toile 90 x 74 cm   | Musée            | musée des Beaux-Arts Pouchkine, Russie      |
| détail  | Aurore et Céphale                                                          | 1733      | huile sur toile 250 × 175 cm | Musée            | musée des beaux-arts de Nancy               |
|         | Renaud et Armide d'après la « Jérusalem délivrée » du Tasse                | 1734      | 135 × 170 cm                 | Notice du Musée  | Musée du Louvre                             |
|         | La Charité, l’Abondance, la Fidélité, la Prudence                          | 1734      | quatre grisailles            |                  | chambre de la reine château de Versailles   |
|         | Jeune Femme avec fleurs aux cheveux dite à tort Portrait de Madame Boucher | 1734      | huile sur toile 57 × 46 cm   | Musée            | musée des beaux-arts de Boston              |
|         | Paysage imaginaire avec le Palatin vue du Campo Vaccino                    | 1734      | huile sur toile 63 × 81 cm   | Musée            | Metropolitan Museum, New York               |
|         | Vue de Tivoli avec le temple de Vesta                                      |           | huile sur toile 74 × 95 cm   | Musée            | Nationalmuseum, Stockholm                   |
|         | La Belle Cuisinière gravé par Aveline                                      | vers 1734 | huile sur bois 55 × 43 cm    | Musée            | musée Cognacq-Jay, Paris                    |
|         | Mercure confiant l'enfant Bacchus aux nymphes de Nysa                      | 1734      | huile sur toile 60 × 74 cm   | Musée            | Cincinnati Art Museum                       |
|         | Idylle rurale                                                              | 1735      | huile sur toile 243 × 254 cm | Musée            | Alte Pinakothek, Munich                     |

## Maître du style Rocaille
| Tableau | Titre | Date                          | Dimensions                                  | Référence | Lieu de conservation |
| ------- | --- | ----------------------------- | ------------------------------------------- | --- | --- |
|         | La Chasse au léopard | 1736                          | huile sur toile 183 × 128,5 cm              | | musée de Picardie, Amiens |
|         | Tête de Jeune femme en coiffe de dentelle                                                                                    | 1737                          | pierre noire et pastel                      | | ----- |
|         | Le Berger galant Dessus de Porte                                                                                             | 1730-1740                     | huile sur toile 147 × 198 cm                | | Hôtel de Soubise Appartement de la Princesse                                                                                           |
|         | Le Berger complaisant Dessus de Porte                                                                                        | 1730-1740                     | huile sur toile 147 × 198 cm                | | Hôtel de Soubise Appartement de la Princesse                                                                                           |
|         | Pastorale |                               | huile sur toile 55 × 70 cm                  | Notice no 06070000064, sur la plateforme ouverte du patrimoine, base Joconde, ministère français de la Culture | Musée Ingres-Bourdelle, Montauban |
|         | L'Enlèvement d'Europe | 1732-1735                     | huile sur toile 231 × 273 cm                | Musée | Wallace Collection, Londres |
|         | Le Sommeil de Vénus | 1738                          | 96 × 143 cm (ovale)                         | Musée | Musée Jacquemart-André, Paris |
|         | La Chasse au crocodile | 1739                          | huile sur toile 183 × 128,5 cm              | | musée du Louvre, Paris |
|         | Le Déjeuner | 1739                          | huile sur toile 81 × 65 cm                  | Musée (notice)                                                                                                 | musée du Louvre, Paris |
|         | Pastorale ou Jeune Berger dans un paysage                                                                                    | 1739-1750                     | huile sur toile 90 × 12 cm                  | Base Joconde                                                                                                   | Musée des beaux-arts de Caen |
|         | La Forêt | 1740                          | huile sur toile 131 × 163 cm                | Musée (atlas)                                                                                                  | musée du Louvre, Paris |
|         | Paysage avec un moulin à eau                                                                                                 | 1740                          | huile sur toile 130 × 163 cm                | Musée | Musée d'art Nelson-Atkins Kansas City                                                                                                  |
|         | L'Audience de l'empereur de Chine                                                                                            | 1740                          |                                             | Musée (évènement)                                                                                              | Musée des beaux-arts et d'archéologie de Besançon                                                                                      |
|         | Les Charmes de la vie champêtre Carton de tapisserie reproduit en gravure                                                    | vers 1740 pour Louis XV       | huile sur toile 100 × 146 cm                | Musée (joconde)                                                                                                | musée du Louvre, Paris |
|         | L’Enfant gâté | 1740                          |                                             | Site France Inter                                                                                              | Staatliche Kunsthalle Karlsruhe |
|         | La Gimblette | 1740                          |                                             | Site France Inter                                                                                              | Staatliche Kunsthalle Karlsruhe |
|         | Le Triomphe de Vénus | 1740                          | huile sur toile 130 × 162 cm                | Musée | Nationalmuseum, Stockholm |
|         | Paysage près de Beauvais | vers 1740                     | huile sur toile 49 × 58 cm                  | Musée | musée de l'Ermitage, Saint-Pétersbourg                                                                                                 |
|         | Leda et le Cygne | 1740                          | huile sur toile 59 × 74 cm                  | Musée | Nationalmuseum, Stockholm |
|         | Tête de jeune fille | 1740-1750                     | huile sur toile 36 × 28 cm                  | Musée | Musée de l'Ermitage, Saint-Petersbourg                                                                                                 |
|         | Cupidon blessant Psyché | 1741                          | huile sur toile 69 × 152 cm                 | Musée | Musée d'art du comté de Los Angeles |
|         | Mercure et Vénus | 1742                          | huile sur toile 118 × 136 cm                | BildIndex | Château de Charlottenburg, Berlin |
|         | Vénus et l'Amour | 1742                          | huile sur toile 59 × 74 cm                  | Musée | Gemäldegalerie (Berlin) |
|         | La Danse chinoise Carton de tapisserie                                                                                       | 1742                          | huile sur toile 42 × 65 cm                  | Musée | Musée des beaux-arts et d'archéologie de Besançon                                                                                      |
|         | Le Jardin chinois | Vers 1742                     | huile sur toile 40,5 × 48 cm                | Musée | Musée des beaux-arts et d'archéologie de Besançon                                                                                      |
|         | La Chasse chinoise Carton de tapisserie                                                                                      | 1742                          | huile sur toile 40 × 49 cm                  | Musée | Musée des beaux-arts et d'archéologie de Besançon                                                                                      |
|         | Festin de l'empereur de Chine                                                                                                | 1742                          | huile sur toile 40,7 × 65 cm                | Musée | Musée des beaux-arts et d'archéologie de Besançon                                                                                      |
|         | La Jupe relevée | 1742 ou début des années 1760 |                                             | Site France Inter                                                                                              | Collection particulière © Christian Baraja                                                                                             |
|         | L’Œil indiscret ou La Femme qui pisse                                                                                        | 1742 ou début des années 1760 |                                             | Site France Inter                                                                                              | Collection particulière © Christian Baraja                                                                                             |
|         | La Toilette | 1742                          | huile sur toile 52,5 × 66,5 cm              | Musée | musée Thyssen-Bornemisza, Madrid |
|         | Diane sortant du bain Gravure en 1866                                                                                        | 1742                          | 57 × 73 cm                                  | Musée (joconde)                                                                                                | musée du Louvre, Paris |
|         | La Toilette de Vénus | 1743                          | 101 × 87 cm                                 | Musée | Musée de l'Ermitage, Saint-Petersbourg                                                                                                 |
|         | L'Odalisque brune | 1740-1749                     | huile sur toile 53 × 64 cm                  | Musée (joconde)                                                                                                | musée du Louvre, Paris |
|         | L'Odalisque | 1743                          | huile sur toile 53 × 65 cm                  | Rmn | Musée des Beaux-Arts de Reims |
|         | Une dame sur sa méridienne                                                                                                   | 1743                          | 57 × 68 cm                                  | Musée | Frick Collection, New York |
|         | Le Mariage de Psyché et de l'Amour gravée par Jacques-Firmin Beauvarlet                                                      | 1744                          | huile sur toile 93 × 133 cm                 | Base joconde                                                                                                   | Musée des beaux-arts de Rouen |
|         | Jupiter et Callisto | 1744                          | huile sur toile 98 × 72 cm                  | Musée | Musée Pouchkine |
|         | Le Repos des nymphes au retour de la chasse, dit aussi Le Retour de Diane chasseresse                                        | 1745                          | huile sur toile                             | Musée | musée Cognacq-Jay, Paris |
|         | (école) Orphée charmant les animaux                                                                                          | vers 1745                     | huile sur toile                             | | Musée d'art Roger-Quilliot, Clermont-Ferrand                                                                                           |
|         | Portrait présumé de Madame Boucher                                                                                           | vers 1745                     | huile sur toile 34 × 28 cm                  | Musée | [[Galerie d'art de Nouvelle-Galles du Sud]]                                                                                            |
|         | La Marchande de mode | 1746                          | huile sur toile 64 × 34 cm                  | Utpictura18 | Nationalmuseum, Stockholm |
|         | Paysage avec un étang | 1746                          | huile sur toile 51 × 65 cm                  | https://commons.wikimedia.org/wiki/File:Fran%C3%A7ois_Boucher_-_Paysage_avec_un_%C3%A9tang_(1746).jpg          | Musée de l'Ermitage, Saint-Pétersbourg                                                                                                 |
|         | La Toilette de Vénus | 1746                          | huile sur toile 122 × 156 cm                | Musée | Nationalmuseum, Stockholm |
|         | L'Enlèvement d'Europe | 1747                          | huile sur toile 160 × 193 cm                | Musée (joconde)                                                                                                | musée du Louvre, Paris |
|         | Pensent-ils au raisin ? | 1747                          | huile sur toile 81 × 68 cm                  | Musée | Art Institute of Chicago |
|         | Arion et le Dauphin Pour le Château de la Muette de Louis XV                                                                 | 1748                          | huile sur toile 86 × 135 cm Dessus de porte | Musée | musée d'art de l'université de Princeton                                                                                               |
|         | Vertumne et Pomone Pour le Château de la Muette de Louis XV                                                                  | 1748                          | huile sur toile 86 × 135 cm Dessus de porte | | Musée d'art de Columbus (Ohio) |
|         | Les Attrapeurs d'oiseaux | 1748                          | huile sur toile 294 × 338 cm                | Musée | J. Paul Getty Museum, New York |
|         | La Fontaine d'amour | 1748                          | huile sur toile 295 × 338 cm                | Musée | J. Paul Getty Museum, New York |
|         | Un été pastoral avec un joueur de cornemuse                                                                                  | 1749                          | huile sur toile 259 × 197 cm                | Musée | Wallace Collection, Londres |
|         | Un automne pastoral ou Pastorale avec un couple près d'une fontaine                                                          | 1749                          | huile sur toile 259 × 199 cm                | Musée | Wallace Collection, Londres |
|         | Apollon révélant sa divinité à la bergère Issé                                                                               | 1750                          | huile sur toile 129 × 157 cm                | | Musée des beaux-arts de Tours |
|         | Paysage avec un ermite (frère Luce)                                                                                          | vers 1750                     | huile sur toile 65 × 54 cm                  | Musée | Musée des beaux-arts Pouchkine Moscou                                                                                                  |
|         | L'Assomption | vers 1750                     | huile sur toile 112 × 61 cm                 | « notice du musée »                                                                                            | musée des beaux-arts de Dijon |
|         | Louis Philippe d'Orléans (future Philippe Égalité) enfant                                                                    | vers 1750                     | huile sur toile                             | ArtUK | Waddesdon Manor - National Trust |
|         | Jeune Femme au manchon | vers 1750                     | huile sur toile 64 × 53 cm                  | Rmn | Musée du Louvre |
|         | La Marquise de Pompadour | vers 1750                     | huile sur papier monté sur toile 60 × 45 cm | Musée (atlas)                                                                                                  | Musée du Louvre |
|         | La Lumière du monde La Nativité, Adoration des bergers pour la chapelle privée de Madame de Pompadour au château de Bellevue | 1750                          | huile sur toile 175 × 130 cm                | Site MNRécupération                                                                                            | musée des beaux-arts de Lyon Dépôt du Louvre                                                                                           |
|         | Le Sommeil interrompu Pastorale                                                                                              | 1750                          | huile sur toile 82 × 75 cm                  | Musée | Metropolitan museum of art New York |
|         | La Lettre d'amour | 1750                          | huile sur toile 81 × 75 cm                  | Musée | National Gallery of Art Washington |
|         | La Toilette de Vénus pour la Marquise de Pompadour                                                                           | 1751                          | huile sur toile 108 × 85 cm                 | Musée | New York, Metropolitan museum of art                                                                                                   |
|         | Le Bain de Vénus | 1751                          | huile sur toile 107 × 85 cm                 | Musée | National Gallery of Art, Washington |
|         | Le Pont pour la chambre du cardinal de Soubise à l'hôtel de Rohan                                                            | 1751                          | huile sur toile 66 × 84 cm                  | Musée (joconde)                                                                                                | musée du Louvre, Paris |
|         | Le Moulin pour la chambre du cardinal de Soubise à l'hôtel de Rohan                                                          | 1751                          | huile sur toile 66 × 84 cm                  | Musée (joconde)                                                                                                | musée du Louvre, Paris |
|         | Le Pigeonnier |                               | huile sur toile 47 × 71 cm                  | Musée | Saint Louis Art Museum |
|         | L'Odalisque blonde | 1751                          | huile sur toile 59 × 73 cm                  | Musée | Wallraf-Richartz Museum, Cologne |
|         | L'Odalisque blonde, également appelé Mademoiselle O'Murphy ou Jeune Fille couchée                                            | 1752                          | huile sur toile 59 × 73 cm                  | Musée | Alte Pinakothek, Munich |
|         | Le Lever du soleil pour la Marquise de Pompadour                                                                             | 1752                          | huile sur toile 318 × 261 cm                | | Londres, Wallace Collection |
|         | Le Coucher du soleil pour la Marquise de Pompadour                                                                           | 1752                          | huile sur toile 318 × 261 cm                | Musée | Londres, Wallace Collection |
|         | Allégorie de l'Automne | 1753                          | huile sur toile 114 × 162 cm                | Musée | Metropolitan Museum, New York |
|         | Allégorie de la Poésie lyrique                                                                                               | 1753                          | huile sur toile 115 × 159 cm                | Musée | Metropolitan Museum, New York |
|         | Vénus et Vulcain | 1754                          | huile sur toile 164 × 71 cm                 | Musée | Londres, Wallace Collection |
|         | Mars et Vénus surpris par Vulcain                                                                                            | 1754                          | huile sur toile 164 × 71 cm                 | Musée | Londres, Wallace Collection |
|         | Cupidon prisonnier | vers 1754                     | huile sur toile 164 × 84 cm                 | Musée | Londres, Wallace Collection |
|         | L'Automne Les Quatre Saisons pour la Marquise de Pompadour                                                                   | 1755                          | huile sur toile 56 × 73 cm                  | Musée | New York, Frick Collection |
|         | L'Hiver Les Quatre Saisons pour la Marquise de Pompadour                                                                     | 1755                          | huile sur toile 57 × 73 cm                  | Musée | New York, Frick Collection |
|         | Le Printemps Les Quatre Saisons pour la Marquise de Pompadour                                                                | 1755                          | huile sur toile 54 × 73 cm                  | Musée | New York, Frick Collection |
|         | L'Été Les Quatre Saisons pour la Marquise de Pompadour                                                                       | 1755                          | huile sur toile 57 × 73 cm                  | Musée | New York, Frick Collection |
|         | Portrait de Madame Baudoin fille de l'artiste                                                                                | 1755-1760                     | huile sur toile 75 × 65 cm                  | Rmn | Paris, Musée Cognacq-Jay, |
|         | Saint Jean-Baptiste au désert                                                                                                |                               |                                             | | musée Magnin, Dijon |
|         | La Fontaine de Vénus | 1756                          | huile sur toile 233 × 215 cm                | Musée | Cleveland Museum of Art |
|         | Madame de Pompadour | 1756                          | huile sur toile 201 × 157 cm                | Musée | Alte Pinakothek, Munich |
|         | Madame de Pompadour | 1756-1758                     | huile sur toile 38 × 46 cm                  | Musée | National Gallery of Scotland |
|         | Madame de Pompadour maîtresse de Louis XV                                                                                    | 1758                          | huile sur toile                             | Musée | Victoria and Albert Museum, Londres |
|         | Les Forges de Vulcain | 1757                          | huile sur toile 320 × 320 cm                | Musée (atlas)                                                                                                  | musée du Louvre |
|         | Le Repos pendant la fuite en Égypte                                                                                          | 1757                          | huile sur toile 139 × 149 cm                | Utpictura18 | Musée de l'Ermitage, Saint-Pétersbourg                                                                                                 |
|         | Le Pigeonnier dit aussi Le Moulin de Charenton                                                                               | 1750-1760                     | huile sur toile 72 × 91 cm                  | Base Joconde                                                                                                   | Musée des beaux-arts d'Orléans |
|         | Le Moulin de Charenton | 1758                          | huile sur toile 113 × 146 cm                | Musée | Musée d'art de Toledo |
|         | L’Enfant Jésus bénissant le petit saint Jean                                                                                 | 1758                          | huile sur toile 90 × 44 cm                  | Utpictura18 | Musée des Offices, Florence |
|         | Amoureux dans un parc | 1758                          | huile sur toile 232 × 194 cm                | Musée | Timken Museum of Art, San Diego |
|         | L'Assomption de la Vierge | 1758-1760                     |                                             | | musée des beaux-arts de Montréal |
|         | La Nymphe Callisto, séduite par Jupiter sous les traits de Diane                                                             | 1759                          | huile sur toile 58 × 70 cm                  | Musée | musée d'art Nelson-Atkins, Kansas City                                                                                                 |
|         | Pan et Syrinx | 1759                          |                                             | | |
|         | Portrait de madame de Pompadour                                                                                              | 1759                          | huile sur toile 91 × 68 cm                  | Musée | Wallace Collection, Londres |
|         | Vierge à l'Enfant avec le petit saint Jean                                                                                   | 1759                          | 118 × 90 cm                                 | Musée | Musée Pouchkine, Moscou |
|         | Berger et Bergère | 1760                          | huile sur toile 64 × 81 cm                  | Musée | Staatliche Kunsthalle Karlsruhe |
|         | Les Arts et les Sciences Panneaux décor                                                                                      | vers 1760                     | huiles sur toile                            | Musée | Frick Collection, New York |
|         | Lavandières dans un paysage                                                                                                  | 1760                          | huile sur toile 50 × 61 cm                  | Musée | Clark Art Institute, Williamstown |
|         | Pastorale avec des lavandières et un couple au bord de l'eau                                                                 |                               | huile sur toile 72 × 60 cm                  | Site Sotheby's                                                                                                 | Collection privée Vente Sotheby's 2015                                                                                                 |
|         | Pan et Syrinx | 1760-1765                     | huile sur toile 95 × 79 cm                  | Musée | Musée du Prado, Madrid |
|         | Bacchantes endormies surprises par des satyres                                                                               | 1760                          | huile sur toile 77 × 63 cm                  | Site | Collection privée Vente Sotheby's 2013                                                                                                 |
|         | Rodogune illustre l'œuvre de Corneille pour la Marquise de Pompadour au château de Crécy                                     | 1761                          |                                             | | Collection Goncourt dispersée en 1897 réapparue sous le titre Antoine et Cléopâtre à la vente aux enchères Ivoire de Chartres en 2009. |
|         | Les Génies des arts | 1761                          | huile sur toile 320 × 320 cm                | Utpictura18 | musée des beaux-arts d'Angers |
|         | Allégorie des arts libéraux : l'architecture                                                                                 | 1761                          | huile sur toile 62 × 52 cm                  | Musée | Musées d'art et d'histoire de Genève                                                                                                   |
|         | L'Offrande à la villageoise                                                                                                  | 1761                          |                                             | | Grande-Bretagne, collection privée |
|         | Le Repos du berger et de la bergère                                                                                          | 1761                          | huile sur toile 77 × 64 cm                  | Musée | Wallace Collection, Londres |
|         | L'Aimable Pastorale | 1761                          |                                             | | Grande-Bretagne, collection privée |
|         | Paysage idyllique avec une femme en train de pécher                                                                          | 1761                          | huile sur toile 47 × 66 cm                  | Musée | Musée d'art d'Indianapolis |
|         | La Jardinière endormie | 1762                          | huile sur toile 229 × 89 cm                 | | Grande-Bretagne, collection privée |
|         | Paysage fluvial avec ruines                                                                                                  | 1762                          | huile sur toile 58 × 72 cm                  | Musée | Musée Thyssen-Bornemisza, Madrid |
|         | Paysage fluvial avec temple antique                                                                                          | 1762                          | huile sur toile 58 × 72 cm                  | Musée | Musée Thyssen-Bornemisza, Madrid |
|         | Vénus retenant Cupidon | 1762                          | huile sur toile 55 × 48 cm                  | Site Stair Sainty                                                                                              | Collection privée Vente Stair Sainty                                                                                                   |
|         | Jupiter déguisé en Diane, avec Callisto                                                                                      | 1763                          | huile sur toile 65 × 55 cm                  | Musée | Metropolitan Museum, New York |
|         | Allégorie de la Musique | 1764                          | huile sur toile 103 × 130 cm                | Musée | National Gallery of Art, Washington |
|         | Allégorie de la Peinture | 1765                          | huile sur toile 101 × 130 cm                | Musée | National Gallery of Art, Washington |

## Premier peintre du roi Louis XV en 1765
| Tableau   | Titre | Date              | Dimensions                   | Référence                       | Lieu de conservation                      |
| --------- | --- | ----------------- | ---------------------------- | ------------------------------- | ----------------------------------------- |
|           | |                   |                              |                                 |                                           |
|           | L'Envoi du messager                                                                                                  | 1765              | huile sur toile 32 × 27 cm   | Musée                           | Metropolitan Museum of Art, New York      |
|           | L'Arrivée du courrier                                                                                                | 1765              |                              |                                 | œuvre disparue connue grâce à une gravure |
|           | Les Trois Grâces supportant l'Amour                                                                                  | 1765              | huile sur toile 80 × 65 cm   | Musée (atlas)                   | Musée du Louvre                           |
|           | Saint Pierre tentant de marcher sur les eaux                                                                         | 1766              |                              |                                 | Cathédrale Saint-Louis de Versailles      |
| akg image | Le Joueur de flageolet                                                                                               | 1766              | huile sur toile 55 × 44 cm   | Catalogue Bentinck-Thyssen 1887 | Collection privée Vente Sotheby's 1995    |
|           | Pygmalion et Galatée                                                                                                 | 1766              | huile sur toile 234 × 400 cm | Utpictura18                     | Saint-Pétersbourg, Musée de l'Ermitage    |
|           | Madame Bergeret | 1766 probablement | huile sur toile 143 × 105 cm | Musée                           | National Gallery of Art, Washington       |
|           | Le Message secret | 1767              | huile sur toile 60 × 50 cm   | Musée                           | Herzog Anton Ulrich-Museum, Brunswick     |
|           | Le Pécheur galant | 1768              | huile sur toile 49 × 65 cm   | ArtUK                           | Manchester Art Gallery                    |
|           | L'Obéissance récompensée                                                                                             | 1768              | huile sur toile 52 × 39 cm   | Rmn                             | Musée des beaux-arts de Nîmes             |
|           | Les Sabots | 1768              | huile sur toile 62 × 52 cm   | Musée                           | Musée des beaux-arts de l'Ontario         |
|           | Borée enlevant Orythie pour l'hôtel Bergeret de Frouville de Jean-François Bergeret de Frouville                     | 1769              | huile sur toile 273 × 205 cm | Musée                           | Musée d'art Kimbell, Fort Worth           |
|           | Junon demande à Éole de relâcher les vents pour l'hôtel Bergeret de Frouville de Jean-François Bergeret de Frouville | 1769              | huile sur toile 278 × 203 cm | Musée                           | Musée d'art Kimbell, Fort Worth           |
|           | Mercure confie Bacchus aux Nymphes de Nisa pour l'hôtel Bergeret de Frouville de Jean-François Bergeret de Frouville | 1769              | huile sur toile 272 × 202 cm | Musée                           | Musée d'art Kimbell, Fort Worth           |
|           | Vénus à la forge de Vulcain pour l'hôtel Bergeret de Frouville de Jean-François Bergeret de Frouville                | 1769              | huile sur toile 273 × 205 cm | Musée                           | Musée d'art Kimbell, Fort Worth           |
|           | Aurore et Céphale pour l'hôtel Bergeret de Frouville de Jean-François Bergeret de Frouville                          | 1769              | huile sur toile 265 × 86 cm  | Musée                           | J. Paul Getty Museum, Los Angeles         |
|           | Vénus sur les vagues pour l'hôtel Bergeret de Frouville de Jean-François Bergeret de Frouville                       | 1769              | huile sur toile 265 × 76 cm  | Musée                           | J. Paul Getty Museum, Los Angeles         |
|           | Paysage avec pêcheur et une jeune femme                                                                              | 1769              | huile sur toile 64 × 54 cm   | Musée                           | Walters Art Museum, Baltimore             |

## Dates non documentées
| Tableau | Titre                                           | Date | Dimensions                 | Référence                        | Lieu de conservation                 |
| ------- | ----------------------------------------------- | ---- | -------------------------- | -------------------------------- | ------------------------------------ |
|         | Charmes de la vie champêtre                     |      |                            |                                  | musée du Louvre, Paris               |
|         | Annette et Lubin                                |      |                            |                                  | Galerie nationale d'Art ancien, Rome |
|         | Le Repas de chasse (esquisse)                   |      | huile sur toile 61 × 40 cm |                                  | musée du Louvre, Paris               |
|         | Le Divan                                        |      |                            |                                  |                                      |
|         | L'Été                                           |      |                            |                                  | musée du Louvre, Paris               |
|         | Le Nid                                          |      |                            |                                  |                                      |
|         | Tête d'oriental                                 |      | dessin préparatoire        |                                  | musée Magnin, Dijon                  |
|         | Le petit joueur de flûte (Jeune berger endormi) |      | 17 × 21 cm                 | Émile Bellier de La Chavignerie, | musée des Beaux-Arts, Chartres       |